# Літо Альварес
Літо Альварес (ісп. Lito Álvarez; нар. 5 грудня 1947) — колишній аргентинський тенісист.
Найвищу одиночну позицію світового рейтингу — 104 місце досяг 15 грудня 1975 року.
Здобув 1 парний титул.
Найвищим досягненням на турнірах Великого шолома було 3 коло в парному розряді.

## Фінали Пран-прі/WCT за кар'єру

### Одиночний розряд: 1 (0–1)
| Результат | W/L | Дата     | Турнір                | Покриття | Суперник      | Рахунок       |
| --------- | --- | -------- | --------------------- | -------- | ------------- | ------------- |
| Поразка   | 0–1 | Лип 1977 | Гілверсум, Нідерланди | Ґрунт    | Патрік Пруазі | 0–6, 2–6, 0–6 |

### Парний розряд: 6 (1–5)
| Результат | W/L | Дата     | Турнір                  | Покриття | Партнер                 | Суперники                           | Рахунок            |
| --------- | --- | -------- | ----------------------- | -------- | ----------------------- | ----------------------------------- | ------------------ |
| Поразка   | 0–1 | Чер 1974 | Дублін, Ірландія        |          | Хорхе Ендрю             | Колін Даудесвелл Джон Юїлл          | 3–6, 2–6           |
| Поразка   | 0–2 | Лип 1974 | Гілверсум, Нідерланди   | Ґрунт    | Хуліан Гансабаль        | Тіто Васкес Гільєрмо Вілас          | 2–6, 6–3, 1–6, 2–6 |
| Перемога  | 1–2 | Лис 1976 | Сан-Паулу, Бразилія     | Килим    | Віктор Печчі            | Рікардо Кано Белус Прахокс          | 6–4, 3–6, 6–3      |
| Поразка   | 1–3 | Гру 1976 | Сантьяго, Чилі          | Ґрунт    | Белус Прахокс           | Патрісіо Корнехо Ганс Гільдемайстер | 3–6, 6–7           |
| Поразка   | 1–4 | Кві 1977 | Буенос-Айрес, Аргентина | Ґрунт    | Гільєрмо Вілас          | Войцех Фібак Йон Ціріак             | 5–7, 6–0, 6–7      |
| Поразка   | 1–5 | Бер 1978 | Каїр, Єгипет            | Ґрунт    | Джордж Гарді (тенісист) | Ісмаїл Ель-Шафей Браян Феерлі       | 3–6, 5–7, 2–6      |